# 富士美術館
富士美術館（ふじびじゅつかん）は、静岡県富士宮市にあった美術館である。大石寺に隣接し、同寺経蔵、納骨堂の北側にある。
現在は閉鎖され、建物は大石寺の所有となり宝物殿として転用されている。

## 概要
1973年（昭和48年）5月3日開館。創価学会インタナショナル会長である池田大作によって創立された。中国の陶磁器や日本の浮世絵など東洋美術を収蔵している。姉妹美術館として東京都八王子市に東京富士美術館がある。
2008年（平成20年）5月11日、企画展の展示を終了し閉館となる。5月19日に正式に発表した。今後は東京の姉妹館と統合を図る予定とのことである。

## 交通アクセス
- 富士宮駅よりタクシーで20分